# Aeroportul Tartu
Aeroportul Tartu (IATA: TAY, ICAO: EETU) este un aeroport din Kambja Rural Municipality⁠(d), Regiunea Tartu, Estonia ce deservește zona Tartu. Aeroportul a fost tranzitat în 2022 de 8.653 de pasageri. A fost deschis în 1946 și numit după zona deservită.
Situat la o altitudine de 67 m, aeroportul dispune de 1 pistă. Este operat de AS Tallinna Lennujaam⁠(d).

## Infrastructură

### Piste
Aeroportul dispune de o singură pistă. Pista 08/26 are suprafața de asfalt și dimensiunile 1.379 m × 30 m. 